# Harry P. Guy
Harry P. Guy était un pianiste et compositeur américain de musique ragtime. Né en 1870 dans l'Ohio, il fit publier en 1898 un des premiers morceaux de ragtime; "Echoes from the Snowball Club". Il composa des cakewalks, des valses ragtime, des marches et des rags. Il décéda en 1950 à Détroit, à l'âge de 80 ans.

## Liste des compositions

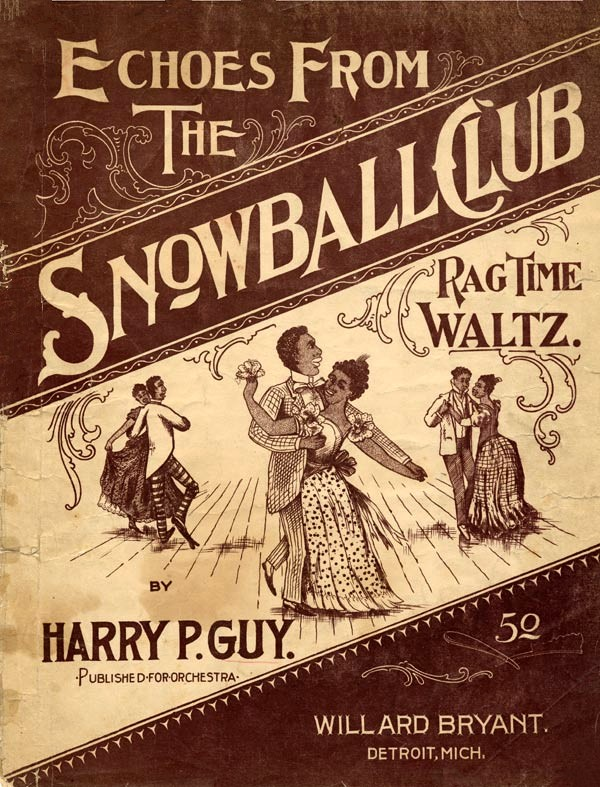
Echoes from the Snowball Club, (1898)

- 1887 : The Floweret - Waltz

- 1888 : My Wooing

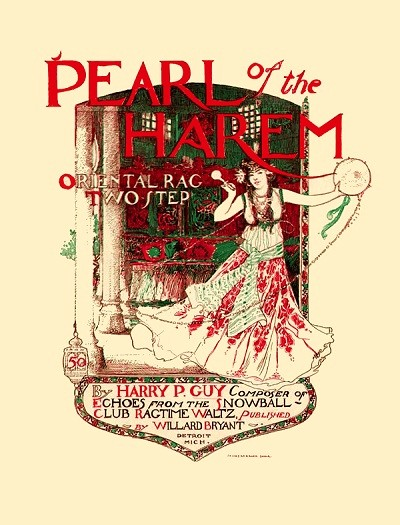
Pearl of the Harem, (1901)

- 1889 : When the Dew Begems the Lea
- 1898 : Echoes from the Snowball Club - Original Rag Time Waltz
- 1898 : Now For a Stranger Don't Cast Me Aside
- 1899 : Cleanin' Up in Georgia - Cakewalk Patrol or Two Step
- 1899 : Belle of the Creoles
- 1901 : Pearl of the Harem - Oriental Rag Two Step
- 1901 : Pepper Pot Rag
- 1902 : Daughters of Dahomey - An Oriental Ragtime Waltz
- 1902 : Song of the Western Hunter
- 1904 : Down in Mobile - March Characteristic
- 1906 : Walkin' and Talkin'
- 1907 : Sixty-Six - Intermezzo
- 1914 : As Long As There Is Love (I Will Love You) (avec Eddie McGrath)
- 1915 : Love's Eternity
- 1917 : We'll Stand Our Flag and the États-Unis
- 1918 : Yankee's Doodle In the Flight To Stay
- 1921 : You and I
- 1921 : That Home In Paradise (Love and Home Forever)
- 1928 : Big Hearted Baby (avec Raymond B. Egan)